# Куперовская пара
Ку́перовская па́ра — связанное состояние двух взаимодействующих через фонон электронов. Обладает нулевым спином и зарядом, равным удвоенному заряду электрона. Впервые подобное состояние было описано Леоном Купером в 1956 году, рассмотревшим лишь упрощённую двухчастичную задачу. Коррелированные пары электронов ответственны за явление сверхпроводимости.

## Модель поляризационного электрон-электронного притяжения
Для простоты рассмотрим простую кубическую кристаллическую решётку с периодом {\displaystyle a,} состоящую из положительно заряженных одновалентных ионов с массой {\displaystyle M,} и электрон, двигающийся со скоростью Ферми {\displaystyle {\vec {V}}_{F}} вдоль какой-либо оси симметрии (рис. 1). Более того, будем рассматривать взаимодействие при {\displaystyle T=0.} Когда электрон пролетает между ближайшими к нему ионами, те, в свою очередь, приобретают импульс в направлении, перпендикулярном движению электрона:
{\displaystyle \Delta p\simeq {\frac {e^{2}}{av_{F}}}.}
Под действием этого импульса ионы смещаются так, как показано на рис. 1. При этом кинетическая энергия, которую приобретает ион за время взаимодействия, переходит в потенциальную. Таким образом, за движущимся электроном следует область избыточного положительного заряда, который создаёт отрицательный (притягивающий) потенциал для другого электрона (рис. 2а). Когда в образовавшуюся потенциальную яму попадает другой электрон, то его потенциальная энергия понижается и между парой электронов возникают силы притяжения. При этом притяжение возникает только тогда, когда электроны движутся в разные стороны (рис. 2б). Кроме того, для образования куперовской пары спины электронов должны быть противоположными (антипараллельными).
Рассмотренное взаимодействие носит одномерный характер. Из квантовой механики известно, что в одномерном (а также в двухмерном) случае в потенциальной яме всегда образуется связанное состояние (в трёхмерном случае для образования связанного состояния потенциальная яма должна быть достаточно глубокой). Поэтому взаимодействие электрон-ионы (электрон-фононное взаимодействие) всегда приводит к образованию коррелированного состояния пары электронов, получившего название куперовской пары. Поскольку спин у каждой пары равен нулю, пары приближенно можно считать бозе-частицами, способными образовывать бозе-конденсат. При этом для разрыва одной куперовской пары необходимо затратить довольно значительную энергию, поскольку такой разрыв сопровождается изменением энергий всех остальных пар, количество которых макроскопически велико. Данное обстоятельство обусловлено действием принципа Паули для электронов, составляющих пары: два электрона, принадлежавшие разорванной паре, блокируют два состояния в пространстве импульсов, которые более не дают своего вклада в формирование остальных пар. По этой причине и существует щель в спектре возбуждений системы, что и ведёт к явлению сверхпроводимости.
Для полноценного объяснения спаривания электронов необходимо пользоваться аппаратом квантовой механики.